# Lepidothyris
Lepidothyris es un género de lagartos perteneciente a la familia Scincidae. Se distribuyen por el África subsahariana.

## Especies
Según The Reptile Database:
- Lepidothyris fernandi (Burton, 1836)
- Lepidothyris hinkeli Wagner, Böhme, Pauwels & Schmitz, 2009
- Lepidothyris striatus (Hallowell, 1854)